# Houston Rockets 2012-2013
La stagione 2012-13 degli Houston Rockets fu la 46ª nella NBA per la franchigia.
Gli Houston Rockets arrivarono terzi nella Southwest Division della Western Conference con un record di 45-37. Nei play-off persero al primo turno con gli Oklahoma City Thunder (4-2).

## Scelta draft
| Giro | Chiamata | Giocatore      | Ruolo | Nazionalità | College/Club      |
| ---- | -------- | -------------- | ----- | ----------- | ----------------- |
| 1    | 12       | Jeremy Lamb    | G     | Stati Uniti | UConn Huskies     |
| 1    | 16       | Royce White    | AG    | Stati Uniti | Iowa St. Cyclones |
| 1    | 18       | Terrence Jones | AG    | Stati Uniti | Kentucky Wildcats |

### Arrivi/partenze
Mercato e scambi avvenuti durante la stagione:
Arrivi
| N° | Naz.                   | Ruolo | Sportivo           |      | Alt. |     |
| -- | ---------------------- | ----- | ------------------ | ---- | ---- | --- |
| 1  | Stati Uniti (bandiera) | P     | Scott Machado      | 1990 | 185  | 82  |
| 3  | Turchia (bandiera)     | C     | Ömer Aşık          | 1986 | 211  | 116 |
| 6  | Stati Uniti (bandiera) | AG    | Terrence Jones     | 1992 | 207  | 114 |
| 7  | Stati Uniti (bandiera) | P     | Jeremy Lin         | 1988 | 191  | 91  |
| 10 | Argentina (bandiera)   | AP    | Carlos Delfino     | 1982 | 198  | 104 |
| 13 | Stati Uniti (bandiera) | G     | James Harden       | 1989 | 196  | 100 |
| 14 | Stati Uniti (bandiera) | G     | Daequan Cook       | 1987 | 196  | 93  |
| 15 | Stati Uniti (bandiera) | P     | Toney Douglas      | 1985 | 188  | 84  |
| 20 | Lituania (bandiera)    | AC    | Donatas Motiejūnas | 1990 | 213  | 97  |
| 30 | Stati Uniti (bandiera) | AG    | Royce White        | 1991 | 204  | 118 |
| 31 | Stati Uniti (bandiera) | C     | Cole Aldrich       | 1988 | 222  | 111 |

Partenze
| N° | Naz.                   | Ruolo | Sportivo         |      | Alt. |     |
| -- | ---------------------- | ----- | ---------------- | ---- | ---- | --- |
| 3  | Slovenia (bandiera)    | G     | Goran Dragić     | 1986 | 193  | 82  |
| 4  | Argentina (bandiera)   | A     | Luis Scola       | 1980 | 206  | 111 |
| 5  | Stati Uniti (bandiera) | G     | Courtney Lee     | 1985 | 196  | 91  |
| 6  | Stati Uniti (bandiera) | G     | Earl Boykins     | 1976 | 165  | 61  |
| 7  | Stati Uniti (bandiera) | G     | Kyle Lowry       | 1986 | 183  | 79  |
| 9  | Stati Uniti (bandiera) | G     | Courtney Fortson | 1988 | 201  | 99  |
| 12 | Stati Uniti (bandiera) | G     | Kevin Martin     | 1983 | 201  | 84  |
| 21 | Canada (bandiera)      | C     | Samuel Dalembert | 1981 | 211  | 113 |
| 29 | Stati Uniti (bandiera) | C     | Marcus Camby     | 1974 | 211  | 100 |

### Roster
| N° | Naz.                       | Ruolo | Sportivo           | Anno | Alt. | Peso \|\| |
| -- | -------------------------- | ----- | ------------------ | ---- | ---- | --------- |
| 0  | Stati Uniti (bandiera)     | P     | Aaron Brooks       | 1985 | 183  | 73        |
| 1  | Stati Uniti (bandiera)     | P     | Scott Machado      | 1990 | 185  | 82        |
| 2  | Stati Uniti (bandiera)     | AG    | Marcus Morris      | 1989 | 206  | 107       |
| 3  | Turchia (bandiera)         | C     | Ömer Aşık          | 1986 | 211  | 116       |
| 4  | Stati Uniti (bandiera)     | C     | Greg Smith         | 1991 | 208  | 113       |
| 5  | Stati Uniti (bandiera)     | AP    | James Anderson     | 1989 | 198  | 98        |
| 6  | Stati Uniti (bandiera)     | AG    | Terrence Jones     | 1992 | 207  | 114       |
| 7  | Stati Uniti (bandiera)     | P     | Jeremy Lin         | 1988 | 191  | 91        |
| 10 | Argentina (bandiera)       | AP    | Carlos Delfino     | 1982 | 198  | 104       |
| 12 | Stati Uniti (bandiera)     | P     | Patrick Beverley   | 1988 | 185  | 82        |
| 13 | Stati Uniti (bandiera)     | G     | James Harden       | 1989 | 196  | 100       |
| 14 | Stati Uniti (bandiera)     | G     | Daequan Cook       | 1987 | 196  | 93        |
| 14 | Germania (bandiera)        | C     | Tim Ohlbrecht      | 1988 | 211  | 116       |
| 15 | Stati Uniti (bandiera)     | P     | Toney Douglas      | 1985 | 188  | 84        |
| 20 | Lituania (bandiera)        | AC    | Donatas Motiejūnas | 1990 | 213  | 97        |
| 25 | Stati Uniti (bandiera)     | AP    | Chandler Parsons   | 1988 | 206  | 91        |
| 31 | Stati Uniti (bandiera)     | C     | Cole Aldrich       | 1988 | 211  | 111       |
| 32 | Rep. Dominicana (bandiera) | AP    | Francisco García   | 1981 | 201  | 88        |
| 41 | Stati Uniti (bandiera)     | AG    | Thomas Robinson    | 1991 | 206  | 109       |
| 54 | Stati Uniti (bandiera)     | AG    | Patrick Patterson  | 1989 | 206  | 107       |

### Staff tecnico
- Allenatore: Kevin McHale
- Vice-allenatori: Kelvin Sampson, J.B. Bickerstaff, Chris Finch, Dean Cooper
- Vice-allenatori per lo sviluppo dei giocatori: Jesse Mermuys, Greg Buckner, Derrick Alston
- Preparatore fisico: Darryl Eto
- Assistente preparatore fisico: David Macha
- Preparatore atletico: Keith Jones
- Assistente preparatore atletico: Jason Biles

## Stagione

### Classifica

#### Southwest Division
|    | Classifica        | V  | P  | %    | GB |
| -- | ----------------- | -- | -- | ---- | -- |
| 1. | San Antonio Spurs | 58 | 24 | 70,7 | -  |
| 2. | Memphis Grizzlies | 56 | 26 | 68,3 | 2  |
| 3. | Houston Rockets   | 45 | 37 | 54,9 | 13 |
| 4. | Dallas Mavericks  | 41 | 41 | 50,0 | 17 |
| 5. | N.O. Hornets      | 27 | 55 | 32,9 | 31 |